# Jules Gailhabaud
Isidore Jules Gailhabaud, född den 31 augusti 1810 i Lille, död den 15 januari 1888 i Paris, var en fransk arkeolog.
Gailhabaud var till en början köpman, men sysselsatte sig sedermera uteslutande med arkeologiska och konsthistoriska forskningar. Hans bästa arbete är Monuments anciens et modernes (4 band, 1839–1850, med 400 planscher), en illustrerad arkitekturens historia (utgiven på tyska 1842–1852 under titeln "Denkmäler der Baukunst"). Därjämte utgav han bland annat L'architecture du V:e au XVII:e siècle (4 band, 1850–1859) samt uppsatte den bekanta tidskriften "Revue archéologique".